# Isenburg-Limburg Imagina
Isenburg-Limburg Imagina 1255 körül született, valószínűleg Limburg városában, I. (Limburg) Gerlach gróf és hitvese, Blieskastel-i Imagina második  leányaként s legkisebb gyermekeként.
Apai nagyszülei: I. (Isenburg-Grenzau) Henrik gróf és neje, Büdingen-i Ermengarde (Cleeberg grófnője)

## Testvérei
- János (?-1312. szeptember 29.), apja halála után, I. János néven Limburg grófja, aki kétszer is megnősült, első hitvese Gerolseck-i Erzsébet volt, aki két leányt szült férjének, Erzsébetet és Lizát. Következő neje Ravensberg-i Uda lett, aki öt gyermekkel ajándékozta meg Jánost, két fiúval (Gerlach és János) és három leánnyal (Judit, Mária és Imagina).
- Gerlach (?-?), aki a Hachenburg-házba nősült be 1267-ben, ám hitvese nevét nem tudni, ahogy esetleges gyermekeikét sem. Frigyük körülbelül hat évig tartott.
- Henrik (?-1279/80), ő Diez-i Adelheid férje lett, ám esetleges gyermekeik nevét nem ismerni
- Ágnes (?-1319), aki 1267 júliusában I. (Westerburg-i) Henrikhez ment nőül, de esetleges utódaik nevét nem tudni.

## Gyermekei
Imagina 1270-ben hozzáment a vele egyidős Nassau-Weilburg Adolf grófhoz, akinek nyolc örököst szült frigyük körülbelül 28 éve során:
- Henrik (?-?), ő fiatalon meghalt, valószínű, hogy még csecsemőként
- Róbert (?-1304. december 2.), ő II. Vencel cseh király leányát, Ágnest jegyezte el, ám a vőlegény időközben meghalt, a hercegnő pedig 1316-ban más felesége lett.
- Gerlach (1288 előtt-1361. január 7.), később I. Gerlach néven Nassau-Wiesbaden grófja, aki kétszer is megházasodott élete során, első hitvese 1307-ben a körülbelül 22 éves Hesse Ágnes tartománygrófnő lett, aki 7 gyermeket (Adolf, János, Gerlach, Adelheid, Ágnes, Erzsébet és Mária) szült férjének házasságuk mintegy 28 éve alatt. Ágnes halála után Gerlach új neje, körülbelül 1336 végén Hohenlohe-Weikersheim Ermengarde lett. Frigyükből két gyermek származott, Kraft és Rupert.
- Adolf (1292-1294)
- Walram (?-?), később III. Walram nassau-wiesbadeni gróf
- Adelheid (?-1338. május 26.), később a klarenthal-i apátság zárdafőnökasszonya lett
- Imagina (?-?), aki fiatalon meghalt, valószínű, hogy még kisgyermekként
- Matilda (1280 előtt-1323. június 19.), aki 1294. szeptember 1-jén hozzáment a 19 éves I. (Wittelsbach) Rudolf bajor herceghez, kinek hat örököst (Lajos, Adolf, Rudolf, Rupert, Matilda és Anna) szült frigyük 24 éve alatt.

Imagina és Adolf legfőbb rezidenciái Idstein-ben és Sonnenberg-ben voltak. 1292-ben Adolf-ot választották német királlyá, s a királyné, amikor épp nem a férjét kísérte el az egyik útjára, akkor főleg Achalm Kastélyában tartózkodott. Miután Imagina férje 1298. július 2-án elesett a göllheim-i ütközetben, az özvegy egy ,, a király keresztjé "-nek nevezett emlékművet emeltetett a tragédia helyszínén, kora gótikus stílusban.
1309-ben az asszony tanúja volt Adolf maradványai átszállításának, a rosenthal-i apátságból (ma Kerzenheim) a speyer-i katedrálisba. Ezek után Imagina először a weilburg-i kastélyba helyezte át özvegyi székhelyét, majd pedig átköltözött a wiesbaden-i Klarenthal Apátságba, ahol leánya, Adelheid volt a rendfőnökasszony.
Imagina többé nem ment férjhez, s a Klarenthal-i Apátságban hunyt el, 1313. szeptember 29-én, körülbelül 58 évesen. Ott is helyezték őt végső nyugalomra.